# Eduard Julius Jungmann

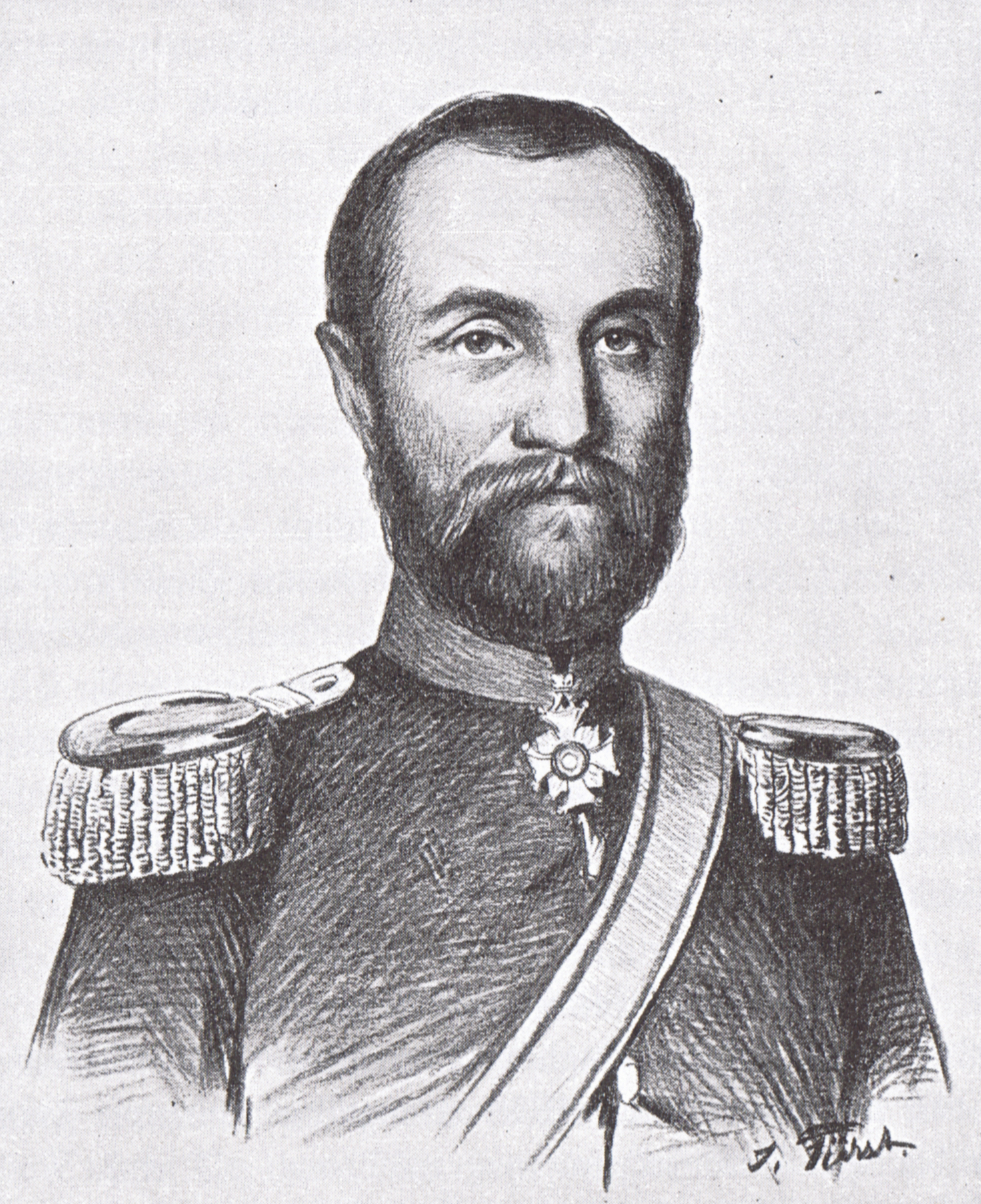
Eduard Julius Jungmann, Zeichnung von Julius Fürst um 1895

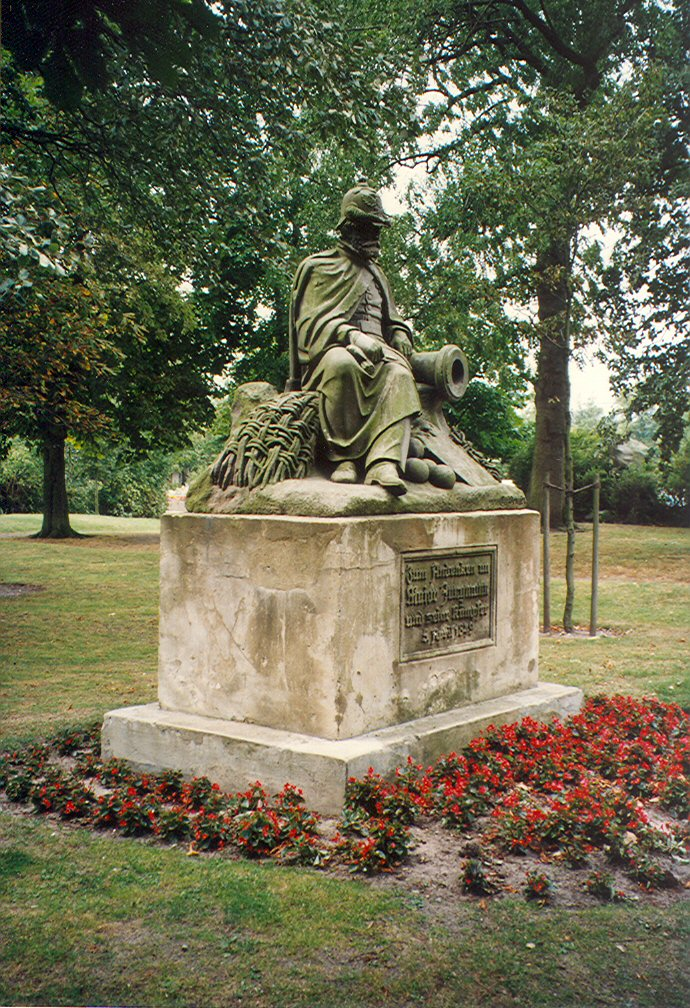
Jungmann-Grab im Kurpark Eckernförde

Eduard Julius Jungmann (* 3. April 1815 in Lissa; † 25. März 1862 in Hamburg) war ein preußischer Offizier im Schleswig-Holsteinischen Krieg.

## Leben
Jungmann war seit 1845 als Instruktionsoffizier des preußischen Artilleriekommandos in der Türkei. 1848 ließ er sich bei der Erhebung der Herzogtümer Schleswig und Holstein beurlauben, um in der Schleswig-Holsteinischen Armee zu dienen. Am 11. März 1849 wurde er zum Hauptmann der 5. Festungsbatterie in Eckernförde ernannt.
Im Gefecht bei Eckernförde am 5. April 1849 griff die dänische Flotte an, um den bei Flensburg stationierten deutschen Truppen in den Rücken zu fallen. Der Angriff wurde von der Fregatte Gefion, dem Linienschiff Christian VIII. und den beiden modernen Hilfsdampfern Hekla und Gejser gefahren. Am Morgen begann das den ganzen Tag andauernde Gefecht. Überlieferungen zufolge erteilte Jungmann seine Befehle mit kühlem Kopf von seinem Beobachtungsstand an der Süderschanze aus. Während des Gefechts wurden alle Schiffe stark beschädigt, die beiden auf Grund gelaufenen Segelschiffe mussten sich ergeben. Während der Evakuierung explodierte das Magazin der in Brand geratenen Christian VIII. Die Gefion wurde beschlagnahmt. Obwohl der Sieg kaum strategische Bedeutung hatte, stärkte er den Kampfgeist des Bundesheeres.
Jungmann wurde aufgrund seines beispielhaften Einsatzes an vorderster Front, seiner Tapferkeit und Umsichtigkeit zum Major befördert und mit dem Herzoglich Sachsen-Ernestinischen Hausorden mit Schwertern ausgezeichnet. Die Stadt Eckernförde stiftete ihm einen Prachtpokal. Nach Kriegsende verließ Jungmann die Stadt und erwähnte seine dortigen Erlebnisse in einem 1852 erschienenen Buch lediglich als „artilleristische  Episode“.
Seit 1861 lebte Jungmann in Hamburg, wo er im  März 1862 starb und auf dem Jacobi-Friedhof in Eilbek beigesetzt wurde. Für sein Grab fertigte der Hamburger Bildhauer Engelbert Peiffer ein als Grabdenkmal konzipiertes Sitzbild des Majors Jungmann. Bei der Auflassung des Jacobi-Friedhofes wurde das Denkmal abgebaut und nach Eckernförde gebracht. Seitdem steht es dort auf dem Gelände des alten Militärfriedhofes, des jetzigen Kurparks an der Preußerstraße.
Nach Jungmann wurden die Eckernförder Jungmannschule und jeweils eine Straße in Kiel, Tungendorf und Othmarschen benannt.